# Aalsum (Leeuwarden)
Aalsum (Fries: Ealsum) was een dorp en later een klooster in Friesland, gelegen op het gebied van de huidige gemeente Leeuwarden.
Aalsum lag op de noordelijke oever van de rivier de Boorne tussen Akkrum en Irnsum. Het wordt in 1315 voor het eerst genoemd als Aylsom. In de 15e eeuw werd in Aalsum een vrouwenklooster gesticht waardoor de plaats ook als Aalsummer klooster bekend kwam te staan.

Aalsum viel eerst onder de grietenij, later gemeente Utingeradeel en sinds 1984 onder de gemeente Boornsterhem.

## Bron
- K.F. Gildemacher, Friese plaatsnamen. Alle steden, dorpen en gehuchten, Leeuwarden, 2007, p.67